# Eusterinx diversa
Eusterinx diversa är en stekelart som beskrevs av Förster 1871. Eusterinx diversa ingår i släktet Eusterinx och familjen brokparasitsteklar. Inga underarter finns listade i Catalogue of Life.